# Michael Spörke
Michael Spörke (* 14. Juli 1972 in Eisenach) ist ein deutscher Politikwissenschaftler, Schriftsteller und Behindertenpolitiker. Er lebt in Ratingen.

## Wissenschaftliche Arbeit
Spörke promovierte 2008 zum Dr. rer. pol. an der Universität Kassel. Seitdem lehrte er vor allem zu behindertenpolitischen Aspekten an der Humboldt-Universität zu Berlin und der Universität Kassel. Spörke war wissenschaftlicher Mitarbeiter an der Bauhaus-Universität Weimar und veröffentlichte zahlreiche Aufsätze und Buchbeiträge zu behindertenpolitischen Themen. Er war Professor an der Fliedner Fachhochschule in Düsseldorf. Seit dem Jahr 2013 ist er Referent für Sozialpolitik beim Sozialverband Deutschland Landesverband NRW.

## Politisches Leben
Zwischen 2004 und 2006 war er Mitglied der SPD-Fraktion in der Stadtverordnetenversammlung der Stadt Kassel. Spörke ist vor allem in der Behindertenpolitik politisch aktiv. So war er von 1997 bis 2006 Vorsitzender des Behindertenbeirates der Stadt Kassel und von 2006 bis 2010 Mitglied im Arbeitsausschuss des Deutschen Behindertenrates. Von 2006 bis 2010 war er Referent der Bundesgeschäftsführung in der Behindertenorganisation Interessenvertretung Selbstbestimmt Leben in Deutschland e.V.

## Schriftstellerische Arbeit
2003 veröffentlichte Spörke unter dem Titel Die Band die Janis Joplin berühmt machte. Big Brother & the Holding Co. 1965–2003 die Biographie der Band von Sängerin Janis Joplin, Big Brother and the Holding Company.
Im Jahr 2009 erschien die englische Übersetzung des Buches unter dem Titel Living with the myth of Janis Joplin. The History of Big Brother & the Holding Co.
Im Jahr 2014 erschien bei McFarland sein neues Buch, die erste Biographie der Blueslegende Big Mama Thornton unter dem Titel Big Mama Thornton: The Life and Music.